# Nyctemera integra
Nyctemera integra är en fjärilsart som beskrevs av Walker 1879. Nyctemera integra ingår i släktet Nyctemera och familjen björnspinnare. Inga underarter finns listade i Catalogue of Life.